# Gustavo Pizzi
Gustavo Pizzi (Rio de Janeiro, 1977) é um diretor, roteirista e produtor brasileiro. Em sua carreira, acumulou dois Grande Otelos, dois Prêmios Guaranis e um APCA, todos conquistados por seu aclamado filme Benzinho.

## Biografia
O primeiro longa-metragem de Gustavo foi Pretérito Perfeito (2006), um documentário que retrata o antigo bordel Casa Rosa, no Rio de Janeiro. Seu segundo longa-metragem foi o filme Riscado (2010), protagonizado por sua então esposa Karine Teles. O filme conta a história de Bianca (Karine Teles), uma atriz de teatro que interpreta personalidades conhecidas para seu sustento, até receber a proposta de trabalhar em um filme que promete ser um sucesso internacional. Dirigi a série documental Oncotô de 2012 a 2013, além de roteirizar a primeira e terceira temporada de Me Chama de Bruna, lançadas em 2016 e 2018, respectivamente.
Em 2018 é lançado seu segundo longa-metragem de ficção: Benzinho, um filme com maior ambição internacional. No filme, PIzzi repete a parceria com Teles, onde agora a atriz interpreta a personagem Irene, mãe de quatro filhos que tem que viver com a notícia que seu primogênito se mudará para a Alemanha. Ela também roteiriza o filme, que conta com a participação dos filhos de Pizzi e de Teles como os filhos caçulas da protagonista. Em 2020 é lançada a terceira parceria de Gustavo com sua ex-esposa: Os Últimos Dias de Gilda, minissérie da Rede Globo. A obra é inspirada na peça homônia. Segundo Pizzi, a ideia veio em 2004 quando assistiu a peça pela primeira vez, e desde então produz um roteiro ao lado de Teles. Foi primeiro planejado para ser um longa-metragem, mas acabou sendo adaptada à televisão.

## Vida pessoal
Foi casado com a atriz Karine Teles de 2003 a 2015, com quem teve dois filhos: Artur Teles Pizzi e Francisco Teles Pizzi, que fizeram uma participação no filme Benzinho. Apesar de separados, mantém um bom relacionamento. Em agosto de 2019, Pizzi assumiu namoro com a atriz Maeve Jinkings, porém o relacionamento terminou em 2021.

## Filmografia
| Ano  | Título             | Diretor | Roteirista | Notas                        |
| ---- | ------------------ | ------- | ---------- | ---------------------------- |
| 2006 | Pretérito Perfeito | Sim     | Sim        | [ 1 ]                        |
| 2010 | Riscado            | Sim     | Sim        | Roteirizado com Karine Teles |
| 2018 | Benzinho           | Sim     | Sim        | Roteirizado com Karine Teles |

| Ano     | Título                   | Diretor | Roteirista | Notas                        |
| ------- | ------------------------ | ------- | ---------- | ---------------------------- |
| 2012-13 | Oncotô                   | Sim     | Não        | [ 3 ]                        |
| 2016    | Me Chama de Bruna        | Não     | Sim        | Temporada 1                  |
| 2018    | Me Chama de Bruna        | Não     | Sim        | Temporada 3                  |
| 2021    | Os Últimos Dias de Gilda | Sim     | Sim        | Roteirizado com Karine Teles |

## Prêmios e indicações:
| Ano  | Prêmio                                         | Categoria                                                   | Nomeações | Resultado |
| ---- | ---------------------------------------------- | ----------------------------------------------------------- | --------- | --------- |
| 2011 | Festival de Cinema de Gramado                  | Melhor diretor                                              | Riscado   | Venceu    |
| 2011 | Festival de Cinema de Gramado                  | Melhor roteiro                                              | Riscado   | Venceu    |
| 2011 | Festival Internacional de Cinema de Cartagena  | Melhor filme                                                | Riscado   | Indicado  |
| 2011 | SXSW Film Festival                             | Melhor visionário                                           | Riscado   | Indicado  |
| 2011 | World Cinema Amsterdam                         | Melhor filme                                                | Riscado   | Indicado  |
| 2012 | Prêmio APCA de Cinema                          | Melhor roteiro                                              | Riscado   | Venceu    |
| 2018 | CPH PIX Film Festival                          | Prêmio da audiência                                         | Benzinho  | Indicado  |
| 2018 | Festival de Cinema de Gramado                  | Melhor filme pela crítica                                   | Benzinho  | Venceu    |
| 2018 | Festival de Cinema de Gramado                  | Melhor filme (júri popular)                                 | Benzinho  | Venceu    |
| 2018 | Lone Star Film Festival                        | Melhor filme                                                | Benzinho  | Indicado  |
| 2018 | Festival de Málaga                             | Biznaga de Ouro - Melhor filme ibero-americano              | Benzinho  | Venceu    |
| 2018 | Festival de Málaga                             | Biznaga de Prata - Prêmio especial dos jurados e da crítica | Benzinho  | Venceu    |
| 2018 | Festival de Málaga                             | Feroz Puerta Obscura - Melhor filme                         | Benzinho  | Venceu    |
| 2018 | Sundance Film Festival                         | Melhor filme dramático (Competição mundial)                 | Benzinho  | Indicado  |
| 2018 | Transatlantyk Festival: Lodz                   | Novo cinema                                                 | Benzinho  | Indicado  |
| 2019 | Grande Prêmio do Cinema Brasileiro             | Melhor diretor                                              | Benzinho  | Venceu    |
| 2019 | Grande Prêmio do Cinema Brasileiro             | Melhor roteiro original                                     | Benzinho  | Venceu    |
| 2019 | Festival Internacional de Cinema do Panamá     | Melhor filme de ficção ibero-americano                      | Benzinho  | Venceu    |
| 2019 | Prêmio Guarani de Cinema Brasileiro            | Melhor diretor                                              | Benzinho  | Venceu    |
| 2019 | Prêmio Guarani de Cinema Brasileiro            | Melhor roteiro original                                     | Benzinho  | Venceu    |
| 2019 | Festival SESC Melhores Filmes                  | Melhor roteiro                                              | Benzinho  | Venceu    |
| 2019 | APCA - Associação Paulista de Críticos de Arte | Melhor roteiro                                              | Benzinho  | Venceu    |